# Lipidoplasto
I lipidoplasti sono dei tipi di leucoplasto e quindi di plastidio, che si trovano nelle cellule delle piante.
La loro funzione primaria è l'accumulo di lipidi, benché tale funzione sia l'eccezione piuttosto che la regola nei vegetali.
La loro origine è data dal disfacimento dei cloroplasti. Sono costituiti da una doppia membrana che contiene le gocce lipidiche osmofile.
A loro volta si dividono in elaioplasti e sterinoplasti (che contengono steroidi).